# 伯方港

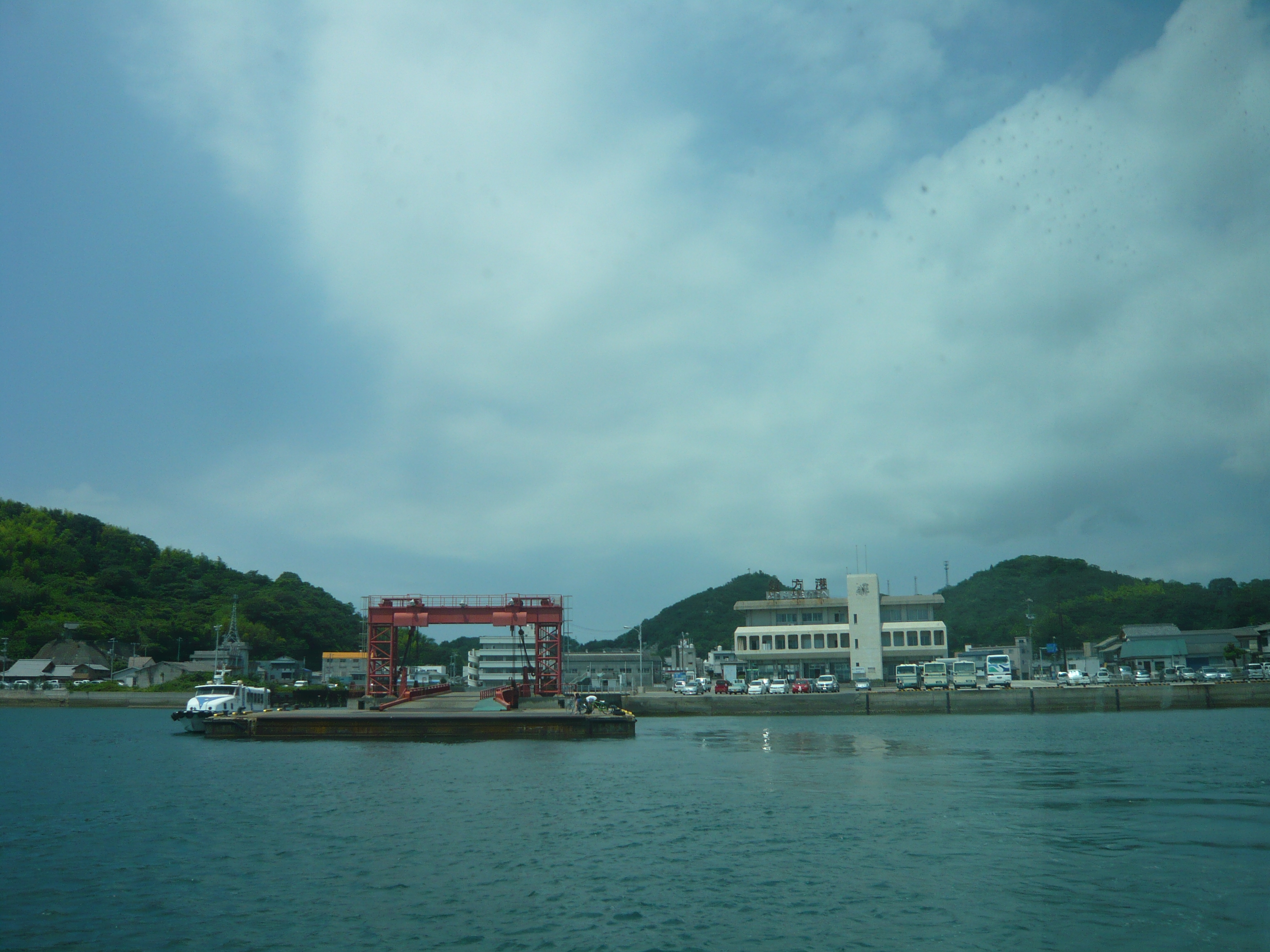
伯方（木浦）港

伯方港（はかたこう）は、愛媛県今治市の伯方島東部にある港湾。港湾の管理は愛媛県から今治市が受託している。地方港湾。
旅客船を運航している芸予商船は寄港先として通称の木浦（きのうら）と表記している。

## 概要
今治市役所伯方支所（旧:伯方町役場）や伯方警察署など行政機関や公共施設などが集まる島最大の集落である木浦地域に面している。また港の周辺は村上秀造船や伯方造船の造船所が立地している。
港の沖2kmでは1945年に、尾道港発今治港行き瀬戸内海汽船の今尾連絡船「第十東予丸」が沈没する第十東予丸沈没事故が起こり死者・行方不明397名を出す海難事故が発生した。この海難事故は瀬戸内海大橋（しまなみ海道）設置の架橋運動が盛り上げるきっかけになった。

## 航路
かってはフェリー航路も存在したがしまなみ海道開通や少子高齢化による利用者の減少や原油高に伴って廃止された。現在は今治港と尾道市の土生港を結ぶ快速船が寄港する。

### 運行している航路
- 芸予汽船
  - 今治 - 友浦（大島） - 木浦 - 岩城 - 佐島 - 弓削 - 生名 - 土生（因島）

### 廃止された航路
- 芸予汽船
  - 今治 - 友浦 - 木浦
  - 木浦 - 岩城 - 佐島 - 弓削 - 生名 - 土生

## アクセス
港周辺には瀬戸内海交通のバス停があり、島内を周るバス路線が運行されている。瀬戸内海交通の伯方営業所も立地していたが、2021年に島西側の伊方地区にある旧今治北消防署跡地に移転している。
- 瀬戸内海交通
- 伯方島BS（バスストップ） - 有津（あろうづ） - 伯方高校 - 木浦港 - 森 - 伊方保育園 - 伯方島BS（北回り・南回り）